# Dichrogaster granulata
Dichrogaster granulata là một loài tò vò trong họ Ichneumonidae.